# Lipstick on Your Collar (bài hát)
"Lipstick on Your Collar" là một bài hát được Brill Building, Edna Lewis (lời bài hát) và George Goehring (âm nhạc) đồng sáng tác, và là một bản hit năm 1959 của ca sĩ Connie Francis.

## Lịch sử
Trong một cuộc phỏng vấn năm 1959, Đức Phanxicô đã cho rằng cô là nữ ca sĩ duy nhất sau đó ghi được các bản hit rock and roll bằng cách nói: "Rock 'n' roll là một loại nhạc nam tính" với suy nghĩ "" Thôi nào em chúng ta sẽ khuấy động' ... theo cách mà một người đàn ông hát . . . Sai lầm mà nhiều nữ ca sĩ mắc phải là cố gắng cạnh tranh với đàn ông [trong khi đó] tôi đã cố gắng tập trung vào góc độ dễ thương trong lời bài hát, những thứ như 'Lipstick on Your Collar' và 'Stid Cupid'. " 
Nhạc sĩ George Goehring vào năm 1982 nhớ lại rằng ông đã đích thân hát "Lipstick on Your Collar" cho Connie Francis nghe, khi ông thực hiện một chuyến viếng thăm không báo trước tới nhà của ca sĩ ở New Jersey và chơi bài hát trên cây đàn piano của cô. Francis thu âm bài hát vào ngày 15 tháng 4 năm 1959 trong một phiên tại Metropolitan Studio (NYC) được sản xuất và thực hiện bởi Ray Ellis, tay guitar kỳ cựu George Barnes đóng góp một bản solo cho ca khúc. Cùng một phiên sản xuất nay đã ra đời bản ballad lãng mạn " Frankie ", một tác phẩm của Howard Greenfield / Neil Sedaka có ý nghĩa nhằm thu hút người hâm mộ Frankie Avalon.
"Lipstick on Your Collar" chỉ được dự định đóng vai trò là bài hát B-side cho "Frankie" nhưng bản thân MGM Records và chính Francis rất hài lòng với bản thu âm hoàn chỉnh của "Lipstick on Your Collar" nên cả hai bài hát đều được quảng bá như nhau: kết quả đây là đĩa hát 2 mặt thành công nhất trong sự nghiệp của Francis, khi "Lipstick on Your Collar" - đĩa đơn đầu tiên Connie Francis đạt được Top Ten của Mỹ - đạt vị trí thứ 5 trên Billboard Hot 100 vào tháng 7 năm 1959, trong khi "Frankie" đạt vị trí cao nhất ở top 9.
Vào mùa hè năm 1959, "Lipstick on Your Collar" cũng đạt vị trí thứ 3 trong Bảng xếp hạng đĩa đơn của Anh, và trở thành Top Ten đầu tiên của Francis tại Úc ở vị trí thứ 4. Nó đã bán được hơn một triệu bản chỉ riêng ở Mỹ.